# Cascade du Régourdel
La cascade du Régourdel est une chute d'eau située dans le département de la Lozère non loin de la ville de Marvejols.

## Localisation
La cascade du Régourdel se situe sur le ruisseau du Piou, affluent de la Colagne, elle-même affluent du Lot, à une altitude d'environ 700 m et immédiatement à l'ouest du plateau de Lachamp, petit plateau calcaire qui domine Marvejols.

## Caractéristiques

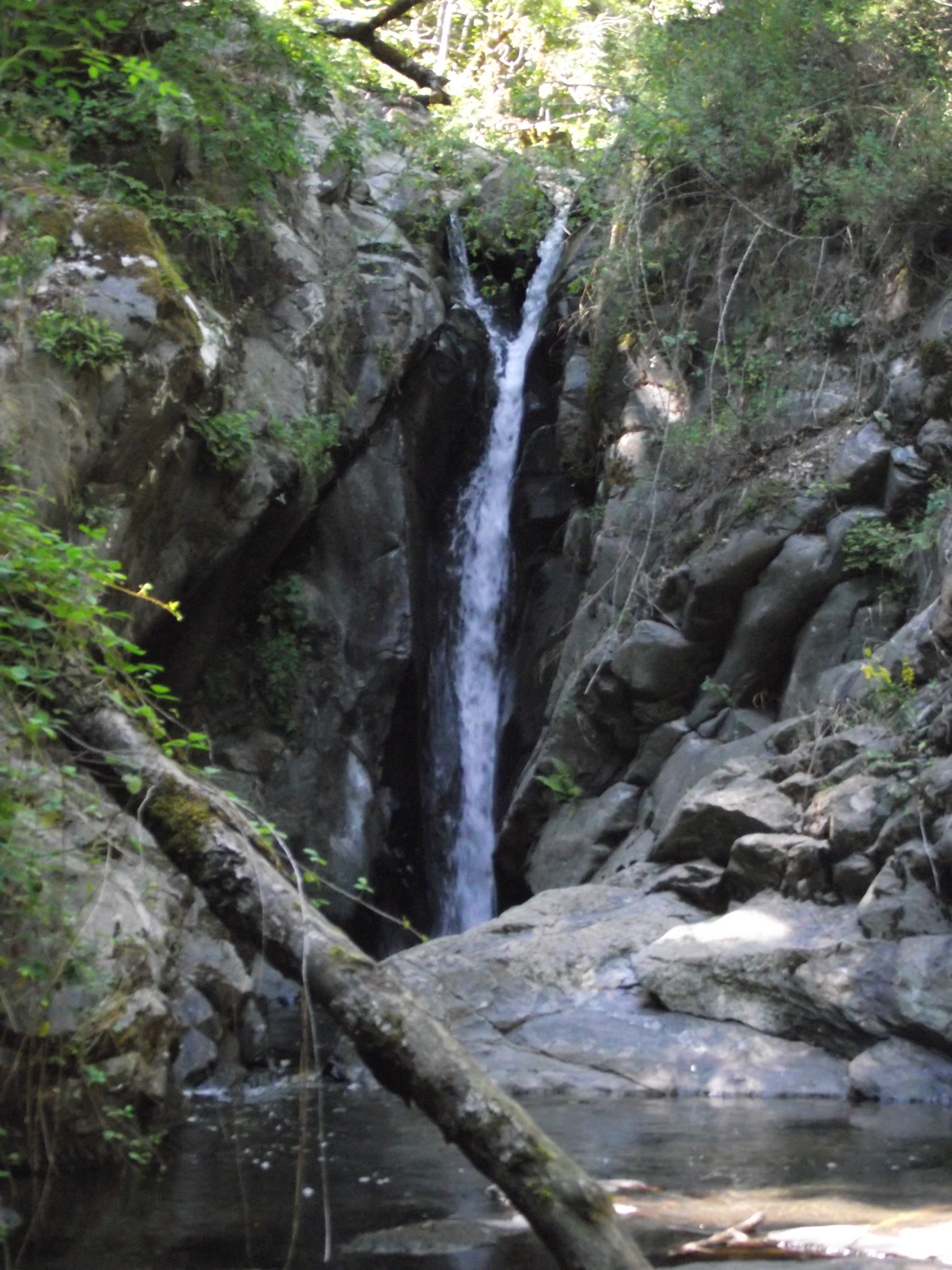
La cascade inférieure

La chute est composée essentiellement de deux sauts, le supérieur étant un peu plus haut (6-7 m) que l'inférieur (5 m). Ils sont séparés par deux autres sauts de faible hauteur. L'ensemble n'excède pas 15 m, ce qui en fait une chute d'eau de hauteur modeste mais qui offre un spectacle assez sauvage et inattendu qui contraste fortement avec l'aridité du plateau calcaire de Lachamp qui est situé à l'est de la cascade. 
Le ruisseau coule sur des gneiss (leptynite), éléments du socle métamorphique du plateau de l'Aubrac dans sa partie sud-est. Celui-ci est dans ce secteur particulièrement faillé, ce qui a peut-être favorisé la formation des cascades. Passé celles-ci, le Piou traverse le plateau de Lachamp de part en part tout en restant sur le socle gneissique et forme de petites gorges d'une profondeur de 120 m. Il se jette ensuite dans la Colagne.

## Accès
L'accès à la cascade est assez malaisé et se fait à partir du pont qui enjambe le Piou juste avant d'arriver au hameau du Régourdel en venant de Marvejols. Les abords de la cascade ne sont pas aménagés et peuvent même se révéler dangereux (terrain très accidenté).